# Groupe F des éliminatoires de la Coupe d'Afrique des nations de football 2025
 (juin 2025).
 (juillet 2024).
Le groupe F des éliminatoires de la Coupe d'Afrique des nations de football 2025 est une compétition qualificative pour la phase finale de la Coupe d'Afrique des nations de football 2025, qui se déroule en Maroc.
Navigation
Groupe E Groupe G

## Tirage au sort
Le tirage au sort a eu lieu le 4 juillet 2024 au Johannesburg. Les têtes de série sont désignées via un classement FIFA (construit d'après les résultats lors des dernières FIFA).
Le tirage au sort désigne les équipes suivantes dans le groupe F. Les quarante-huit équipes sont réparties en douze dans quatre chapeaux.
- Chapeau 1 :  Ghana (64e du classement FIFA)
- Chapeau 2 :  Angola (92e du classement FIFA)
- Chapeau 3 :  Soudan (121e du classement FIFA)
- Chapeau 4 :  Niger (128e du classement FIFA)

## Classement
| Rang | Équipe | Pts | J | G | N | P | Bp | Bc | Diff |  | Résultats (▼ dom., ► ext.) |     |     |     |     |
| ---- | ------ | --- | - | - | - | - | -- | -- | ---- |  | -------------------------- | --- | --- | --- | --- |
| 1    | Angola | 12  | 4 | 4 | 0 | 0 | 6  | 1  | +5   |  | Angola                     |     | 2-1 | -   | 2-0 |
| 2    | Soudan | 7   | 4 | 2 | 1 | 1 | 4  | 2  | +2   |  | Soudan                     | -   |     | 2-0 | 1-0 |
| 3    | Ghana  | 2   | 4 | 0 | 2 | 2 | 1  | 4  | -3   |  | Ghana                      | 0-1 | 0-0 |     | -   |
| 4    | Niger  | 1   | 4 | 0 | 1 | 3 | 1  | 5  | -4   |  | Niger                      | 0-1 | -   | 1-1 |     |

- Qualification pour la CAN 2025

## Résultats
| 1re journée                  | Soudan   | 1 - 0   | Niger       | Juba Stadium, Djouba            |                                 |
| 4 septembre 2024 15:00 UTC+2 | Eisa 51e | (0 - 0) |             | Arbitrage : Pierre Jean Nguiene | Arbitrage : Pierre Jean Nguiene |
| 4 septembre 2024 15:00 UTC+2 |          | Rapport | 17e Diabate | Arbitrage : Pierre Jean Nguiene | Arbitrage : Pierre Jean Nguiene |

| 1re journée                  | Ghana                 | 0 - 1   | Angola                  | Baba Yara Stadium, Kumasi   |                             |
| 5 septembre 2024 16:00 UTC+0 |                       | (0 - 0) | 90+4e Milson            | Arbitrage : Samuel Uwikunda | Arbitrage : Samuel Uwikunda |
| 5 septembre 2024 16:00 UTC+0 | Mumin 45+5e Seidu 72e | Rapport | 90+5e Mata 90+7e Milson | Arbitrage : Samuel Uwikunda | Arbitrage : Samuel Uwikunda |

| 2e journée                   | Niger                              | 1 - 1   | Ghana      | Stade municipal de Berkane, Berkane |                          |
| 9 septembre 2024 16:00 UTC+1 | Sako 81e                           | (0 - 1) | 44e Seidu  | Arbitrage : Lamin Jammeh            | Arbitrage : Lamin Jammeh |
| 9 septembre 2024 16:00 UTC+1 | Moussa 37e Garba 65e Oumarou 90+3e | Rapport | 37e Fatawu | Arbitrage : Lamin Jammeh            | Arbitrage : Lamin Jammeh |

| 2e journée                   | Angola                             | 2 - 1   | Soudan                                                         | Stade national du 11-Novembre, Luanda |                         |
| 9 septembre 2024 20:00 UTC+1 | Mabululu 51e Nteka 81e             | (0 - 0) | 55e Karshom                                                    | Arbitrage : Jalal Jayed               | Arbitrage : Jalal Jayed |
| 9 septembre 2024 20:00 UTC+1 | Mabululu 38e Carmo 54e Nteka 90+7e | Rapport | 38e Kuku 39e Karshom 48e Abu-Eshrein 68e Alhassan 84e Alrashed | Arbitrage : Jalal Jayed               | Arbitrage : Jalal Jayed |

| 3e journée                  | Ghana      | 0 - 0   | Soudan                     | Accra Sports Stadium, Accra  |                              |
| 10 octobre 2024 16:00 UTC+0 |            | (0 - 0) |                            | Arbitrage : Patrice Milazare | Arbitrage : Patrice Milazare |
| 10 octobre 2024 16:00 UTC+0 | Salisu 66e | Rapport | 45+1e Khidir 90+7e Mustafa | Arbitrage : Patrice Milazare | Arbitrage : Patrice Milazare |

| 3e journée                  | Angola                             | 2 - 0   | Niger | Stade national du 11-Novembre, Luanda |                          |
| 11 octobre 2024 20:00 UTC+1 | Mabululu 75e (pen.) Milson 85e     | (0 - 0) |       | Arbitrage : Pierre Atcho              | Arbitrage : Pierre Atcho |
| 11 octobre 2024 20:00 UTC+1 | Carmo 27e Modesto 57e Mabululu 79e | Rapport |       | Arbitrage : Pierre Atcho              | Arbitrage : Pierre Atcho |

| 4e journée                  | Soudan                              | 2 - 0   | Ghana                                              | Martyrs of February Stadium, Benghazi |                          |
| 15 octobre 2024 15:00 UTC+2 | Al-Tash 62e · Abdelrahman 65e       | (0 - 0) |                                                    | Arbitrage : Mehrez Malki              | Arbitrage : Mehrez Malki |
| 15 octobre 2024 15:00 UTC+2 | Mustafa 41e · Yousif 86e · Nouh 87e | Rapport | 24e Semenyo · 32e Mensah · 82e Adjetey · 85e Kudus | Arbitrage : Mehrez Malki              | Arbitrage : Mehrez Malki |

| 4e journée                  | Niger | 0 - 1   | Angola                             | Stade Larbi Zaouli, Casablanca |                            |
| 15 octobre 2024 17:00 UTC+1 |       | (0 - 1) | 1re Zini                           | Arbitrage : Adalbert Diouf     | Arbitrage : Adalbert Diouf |
| 15 octobre 2024 17:00 UTC+1 |       | Rapport | 30e Modesto · 37e Fredy · 61e Show | Arbitrage : Adalbert Diouf     | Arbitrage : Adalbert Diouf |

| 5e journée       | Niger                                               | 4 - 0   | Soudan | Stade de Kégué, Lomé        |                             |
| 14 novembre 2024 | Sosah 6e 45+3e (pen.) · Oumarou 29e · Badamassi 51e | (3 - 0) |        | Arbitrage : Ahmad Heeralall | Arbitrage : Ahmad Heeralall |
| 14 novembre 2024 | Oumarou 36e                                         | Rapport |        | Arbitrage : Ahmad Heeralall | Arbitrage : Ahmad Heeralall |

| 5e journée       | Angola              | 1 - 1   | Ghana                                     | Stade national du 11-Novembre, Luanda |                              |
| 15 novembre 2024 | Zini 64e            | (0 - 1) | 18e Ayew                                  | Arbitrage : Georges Gatogato          | Arbitrage : Georges Gatogato |
| 15 novembre 2024 | Show 16e Zini 90+5e | Rapport | 45+3e Fatawu 79e Schindler 90+1e Nurudeen | Arbitrage : Georges Gatogato          | Arbitrage : Georges Gatogato |

| 6e journée       | Ghana               | 1 - 2   | Niger                    | Accra Sports Stadium, Accra |                           |
| 18 novembre 2024 | Afriyie 67e         | (0 - 1) | 22e Badamassi 90+2e Sako | Arbitrage : Fidele Rurisa   | Arbitrage : Fidele Rurisa |
| 18 novembre 2024 | Abban 46e Annan 90e |         | 65e Sako                 | Arbitrage : Fidele Rurisa   | Arbitrage : Fidele Rurisa |

| 6e journée       | Soudan     | 0 - 0   | Angola                         | Martyrs of February Stadium, Benghazi   |                                         |
| 18 novembre 2024 |            | (0 - 0) |                                | Arbitrage : Raphiou Abdul Adissa Ligali | Arbitrage : Raphiou Abdul Adissa Ligali |
| 18 novembre 2024 | Khamis 73e |         | 17e Bondo 60e Zini · 68e Nzola | Arbitrage : Raphiou Abdul Adissa Ligali | Arbitrage : Raphiou Abdul Adissa Ligali |